# Мислівка
Ми́слівка — село в Вигодській громаді Калуського району Івано-Франківської області України.

## Географія
Розташоване біля впадіння річки Ільниці у Свічу, на висоті 680 м н. р. м., неподалік від межі Сколівських Бескидів і Ґорґан. Через село проходить траса з Долини на Вишківський перевал і далі на Міжгір'я та Хуст.
На північному заході та сході від села беруть початок струмки: Яловий, Сапотій, Соколів, Пянка, Троян. У селі струмок Бжезінець впадає у річку Ільницю.

## Історія
Виникло в 1819 р. за назвою Leopoldsdorf (польська назва — Ludwikówka) як поселення німецьких лісорубів.
З 1913 року через село проходила вузькоколійна залізниця. Ще на початку 2013 року на дальніх лісорозробках (л/д Свіча) можна було побачити її окремі фрагменти. Але на початку літа того року мародери видерли рейки зі шпал трелювальними тракторами. Залишилися хаотично розкидані шпали, а рейки були вкрадені та здані на металобрухт.
На 1.01.1939 в селі проживало 860 мешканців (80 українців, 200 поляків, 10 євреїв і 570 німців).
Взимку 1946 року поблизу села на горах Нягра і Згар відбувся бій між УПА і частинами МДБ, в ході якого останні втратили близько 400 бійців і один літак при втратах повстанців в кількості 4 осіб та 9 поранених.
7 червня 1946 року указом Президії Верховної Ради УРСР хутір Людвиківка Вигодського району перейменовано на хутір Мислівка.

## Населення

### Мова
Розподіл населення за рідною мовою за даними перепису 2001 року:
| Мова       | Кількість | Відсоток |
| ---------- | --------- | -------- |
| українська | 313       | 98.12%   |
| російська  | 6         | 1.88%    |
| Усього     | 319       | 100%     |

## Туризм
У Мислівці добре розвинена туристична інфраструктура, багато готелів та закладів громадського харчування. Зручний пункт для початку мандрівок на Яйко-Ілемське та Ґорґан Ілемський, долиною р. Свіча на річковий поріг Буковинський і водоспад Правич, у село Слобода Закарпатської області, на озеро Синевир. Через хребет Хом можна перейти в долину річки Мізунька. Промаркований маршрут веде на гору Ґурґулат, що височіє над селом.

## Природоохоронні об'єкти
У селі розташована ботанічна пам'ятка природи «Сосна кедрова», на південь від села — гідрологічна пам'ятка природи «Болото Лисак».